# Частанет, Аллен
Аллен Майкл Частанет (англ. Allen Michael Chastanet) — премьер-министр Сент-Люсии с 7 июня 2016 года по 28 июля 2021 года.

## Биография
Получил степень бакалавра в университете Бишопс и степень магистра в Американском университете. Работал вице-президентом по маркетингу и продажам авиакомпании Air Jamaica. В 2006 году назначен членом Сената Сент-Люсии и министром туризма и гражданской авиации в консервативном правительстве Объединённой рабочей партии. На выборах 2011 года, принесших ОРП поражение, не смог пройти в нижнюю палату парламента. В 2013 году возглавил ОРП, а после того, как на выборах 2016 года, принесших ОРП победу, был избран депутатом, сформировал новое правительство.
Через пять лет на выборах его партия потерпела сокрушительное поражение и он стал лидером оппозиции.